# Molbergen
Molbergen ist eine ländlich geprägte Gemeinde im Landkreis Cloppenburg in Niedersachsen. Zur Gemeinde gehören die Ortsteile Dwergte, Ermke, Grönheim, Molbergen, Peheim, Resthausen und Stalförden.
Der Anteil an Einwohnern, die in geschlossenen Siedlungen – vielfach in neuen Baugebieten – im Hauptort Molbergen leben, nimmt zu. Dementsprechend ist die Einwohnerzahl seit den 2000er Jahren gestiegen. Das wirtschaftliche Standbein der Gemeinde bilden kleine und mittelständische Unternehmen, die auch Produkte der traditionell vorherrschenden Landwirtschaft verarbeiten.

## Geographie

### Gemeindegliederung
Neben dem Hauptort Molbergen hat die Gemeinde sechs umliegende Ortsteile, von denen die meisten Bauerschaften sind. Im Norden das Feriendorf Dwergte, im Nordosten die Bauerschaften Resthausen und Stalförden, im Südwesten Ermke und im Nordwesten Grönheim und Peheim.
| Peheim (6 km) Grönheim (5 km) | Dwergte (3 km) | Resthausen (5 km) Stalförden (3 km) |
|                               | Molbergen      |                                     |
| Ermke (3 km)                  |                |                                     |

Die Entfernungsangaben beziehen sich auf die Entfernung bis zum Ortszentrum.

### Nachbargemeinden
Die Nachbargemeinden der Gemeinde Molbergen sind im Norden die Stadt Friesoythe, im Nordosten die Gemeinde Garrel, im Osten die Kreisstadt Cloppenburg, im Süden die Gemeinde Lastrup, im Südwesten die Gemeinde Lindern (alle Landkreis Cloppenburg) und im Westen die Gemeinde Vrees (Landkreis Emsland).
|                 | Friesoythe (19 km) | Garrel (12 km)     |
| Vrees (11 km)   |                    | Cloppenburg (8 km) |
| Lindern (10 km) | Lastrup (8 km)     |                    |

Die Entfernungsangaben beziehen sich auf die Entfernung bis zum Ortszentrum.

### Klima
Das Klima in Molbergen ist durch die Nähe zur Nordsee stark atlantisch geprägt mit moderat warmen Sommern und relativ milden Wintern. Klimadaten der nächstgelegenen Messstation des deutschen Wetterdienstes in Friesoythe-Altenoythe (53° 04' N, 07° 54' O) nennen für den Bezugszeitraum 1981–2010 ein langjähriges Temperaturmittel von 9,6 °C und eine durchschnittliche Regenmenge von 784 mm/Jahr. Allgemein sind Sommer und Herbst feuchter, Winter und Frühjahr dagegen etwas trockener (Maximum Juni: 78 mm; Minimum April: 45 mm).

## Geschichte
Die Bauerschaft Ermke wurde im Jahre 947 erstmals in einer Schenkungsurkunde als „Armike“ erwähnt, in der Otto I. dem Kloster Enger einen Hof vermachte. Im Jahre 1080 wurde Molbergen („Moltberghe“) in einer kirchlichen Urkunde erwähnt. Dwergte, Grönheim („Gronnin“ oder „Gronem“) und Peheim erschienen 1275 in einem Lehensverzeichnis. Ermke wird zu dieser Zeit als „Ermerike“ geführt.
Molbergen war im Mittelalter von 1252 bis 1400 Teil der Grafschaft Tecklenburg und gelangte nach dem Friedensvertrag von 1400 zur Zeit von Graf Nikolaus II. an das Hochstift Münster. 1803 ging Molbergen infolge des Reichsdeputationshauptschlusses an das Großherzogtum Oldenburg.
Im Jahre 1890 fand ein elfjähriger Schäfer im Flussbett am Ostufer der Marka (200 Schritt südlich der Chaussee zwischen Peheim und Vrees) einen aus dem 16. Jahrhundert stammenden Münzschatz.
Obwohl Molbergen, wie das ganze Oldenburger Münsterland, eine Hochburg des Zentrums war, wurde bereits am 12. Februar 1928 eine Ortsgruppe der NSDAP gegründet. Es war die erste NSDAP-Ortsgruppe im Oldenburger Münsterland. Vertreter der NSDAP, u. a. der spätere Gauleiter Carl Röver, traten hier zum ersten Mal öffentlich im Oldenburger Münsterland auf. Die politische Bedeutung der Molberger Ortsgruppe für die Oldenburgische Landespolitik blieb allerdings in der Folgezeit ebenso marginal wie ihr Einfluss auf die Kommunalpolitik vor 1933.
Resthausen und Stalförden kamen erst 1933 durch die Oldenburgische Verwaltungsreform und der Auflösung der Gemeinde Krapendorf zur Gemeinde Molbergen.

## Einwohnerentwicklung
Nach aktuellen Daten des statistischen Landesamtes Niedersachsen und der Stiftung Demographischer Wandel ist Molbergen mit einer zusammengefassten Fruchtbarkeitsziffer von etwa 2,127 die einzige Gemeinde in ganz Deutschland, die genug Geburten verzeichnet, um die Bevölkerung ohne Zuwanderung stetig wachsen zu lassen. Bei der gegenwärtigen Fertilität wird dauerhaft eine Wachstumsrate von 1,62 %  erreicht, die Bevölkerung verdoppelt sich also alle 44 Jahre (bei angenommenem Generationsabstand von 30 Jahren).
Hintergrund ist der große Zuzug von Russlanddeutschen nach Molbergen seit 1990. Jedes zweite Gemeindemitglied in Molbergen kommt aus einer (Spät-)Aussiedlerfamilie. Obwohl nicht alle Aussiedler und Spätaussiedler in Molbergen Pfingstler sind, waren im Schuljahr 2015/2016 laut der Statistik des Schulamtes Molbergen 50 % der Schüler der Grundschule Molbergen „Pfingstler“.
Der Gemeinde Molbergen ist folgende Einwohnerentwicklung zu entnehmen.
| Jahr      | 2020 | 2010 | 2000 | 1990 | 1980 | 1970 | 1961 | 1950 | 1939 | 1925 | 1905 | 1885 | 1871 | 1848 | 1821 |
| Einwohner | 9076 | 7672 | 6987 | 4856 | 4673 | 4470 | 3938 | 4446 | 3601 | 2862 | 1984 | 1781 | 1952 | 1946 | 1678 |

Mit Stand vom 1. Januar 2020 kann die Einwohnerzahl auf die einzelnen Ortsteile wie folgt aufgeschlüsselt werden.
| Ortsteil  | Molbergen | Peheim | Ermke | Dwergte | Resthausen | Grönheim | Stalförden |
| Einwohner | 5952      | 1228   | 785   | 619     | 236        | 171      | 130        |

Datengrundlage ist das Einwohnermeldeamt Molbergen mit einer Gesamteinwohnerzahl von 9119. Die Gesamteinwohnerzahl unterscheidet sich mit den addierten Einwohnerzahlen der einzelnen Ortsteile um 2. Dieses Ergebnis resultiert aus Einwohnern, die mit Haupt- und Nebenwohnung in zwei verschiedenen Ortsteilen gemeldet sind.

## Politik

### Gemeinderat
Der Rat der Gemeinde Molbergen besteht aus 20 Ratsmitgliedern. Dies ist die festgelegte Anzahl für eine Gemeinde mit einer Einwohnerzahl zwischen 7001 und 8000 Einwohnern. Im Rat wurde beschlossen, trotz einer höheren Einwohnerzahl, diesen Wert vorerst nicht zu erhöhen. Die 20 Ratsmitglieder werden durch eine Kommunalwahl für jeweils fünf Jahre gewählt. Die aktuelle Amtszeit begann am 1. November 2021 und endet am 31. Oktober 2026.
Die Gemeinde Molbergen bildet einen Wahlbereich und ist in zehn allgemeine Wahlbezirke eingeteilt.
Stimmberechtigt im Gemeinderat ist außerdem der hauptamtliche Bürgermeister Witali Bastian (parteilos).
Die letzte Kommunalwahl am 12. September 2021 führte zu folgendem Ergebnis:
| Partei          | 12. Sept. 2021 | 12. Sept. 2021 | 12. Sept. 2021 | 11. Sept. 2016 | 11. Sept. 2016 | 11. Sept. 2016 | 10. Sept. 2011 | 10. Sept. 2011 | 10. Sept. 2011 |
|                 | %              | Stimmen        | Sitze          | %              | Stimmen        | Sitze          | %              | Stimmen        | Sitze          |
| CDU             | 54,3           | 6621           | 11             | 65,0           | 7673           | 13             | 86,0           | 8883           | 17             |
| Zentrum         | 19,7           | 2401           | 04             | 18,3           | 2155           | 04             | –              | –              | –              |
| UWG             | 13,9           | 1690           | 03             | –              | –              | 0–             | –              | –              | –              |
| SPD             | 09,9           | 1201           | 02             | 15,0           | 1774           | 03             | 10,9           | 1123           | 02             |
| Grüne           | 02,3           | 0286           | 0              | 01,7           | 0203           | 0              | 03,1           | 0320           | 01             |
| Wahlbeteiligung | 61,9 %         | 61,9 %         | 61,9 %         | 64,52 %        | 64,52 %        | 64,52 %        | 62,25 %        | 62,25 %        | 62,25 %        |

### Kreistag
Das Wahlgebiet des Landkreises Cloppenburg ist gemäß § 7 Nds. Kommunalwahlgesetz (NKWG) in mehrere Wahlbereiche eingeteilt. Die Gemeinde Molbergen ist dem Wahlbereich III (Bösel, Garrel, Molbergen) zugeordnet.

### Bürgermeister
Bei der Bürgermeisterwahl vom 16. Juni 2019 setzte sich Witali Bastian (parteilos) gegen zwei Gegenkandidaten als hauptamtlicher Bürgermeister durch. Beim ersten Wahlgang am 26. Mai 2019 konnte keiner der drei Kandidaten eine absolute Mehrheit erreichen, weshalb es zur Stichwahl kam. Seine Amtszeit begann am 1. November 2019 und dauert bis zur Kommunalwahl im September 2026 an.
| Kandidat                   | 16. Juni 2019 | 16. Juni 2019 | 26. Mai 2019 | 26. Mai 2019 |
| -------------------------- | ------------- | ------------- | ------------ | ------------ |
| Witali Bastian (parteilos) | 59,70 %       | 2472          | 36,01 %      | 1553         |
| Imke Märkl (CDU)           | 40,30 %       | 1669          | 38,30 %      | 1652         |
| Job Westermann (parteilos) | –             | –             | 25,69 %      | 1108         |
| Wahlbeteiligung            | 63,57 %       | 63,57 %       | 65,92 %      | 65,92 %      |

Liste der Bürgermeister von Molbergen
- seit 1. November 2019: Witali Bastian (parteilos)
- 2003–2019: Ludger Möller (CDU)

### Wappen
Das Wappen der Gemeinde Molbergen zeigt in Silber zwei schwarze Querbalken, aus deren oberem ein roter Löwe hervorwächst, unten über den Balken befindet sich ein grüner heraldischer Dreiberg.

### Gemeindehaushalt
Zum 31. Dezember 2019 betrug der Schuldenstand der Gemeinde Molbergen 4.024.375 Euro. Ausgehend von 8944 Einwohnern ergibt sich eine Pro-Kopf-Verschuldung von 449,95 Euro. Der Landesdurchschnitt vergleichbarer Größenklassen (5.000 – 10.000 Einwohner) lag 2016 bei 1039 Euro. Durch den Verkauf der Kläranlage war die Gemeinde Molbergen von 2004 bis 2014 schuldenfrei.
Die Steuererträge verzeichnen mit 7.355.900 Euro einen Anteil von 53,76 % an den ordentlichen Erträgen des Ergebnishaushalts. Die Gewerbesteuer steigt langsam, aber kontinuierlich. Die übrigen Steuerpositionen zeigen eine stabile und steigende Tendenz.

## Kultur und Sehenswürdigkeiten

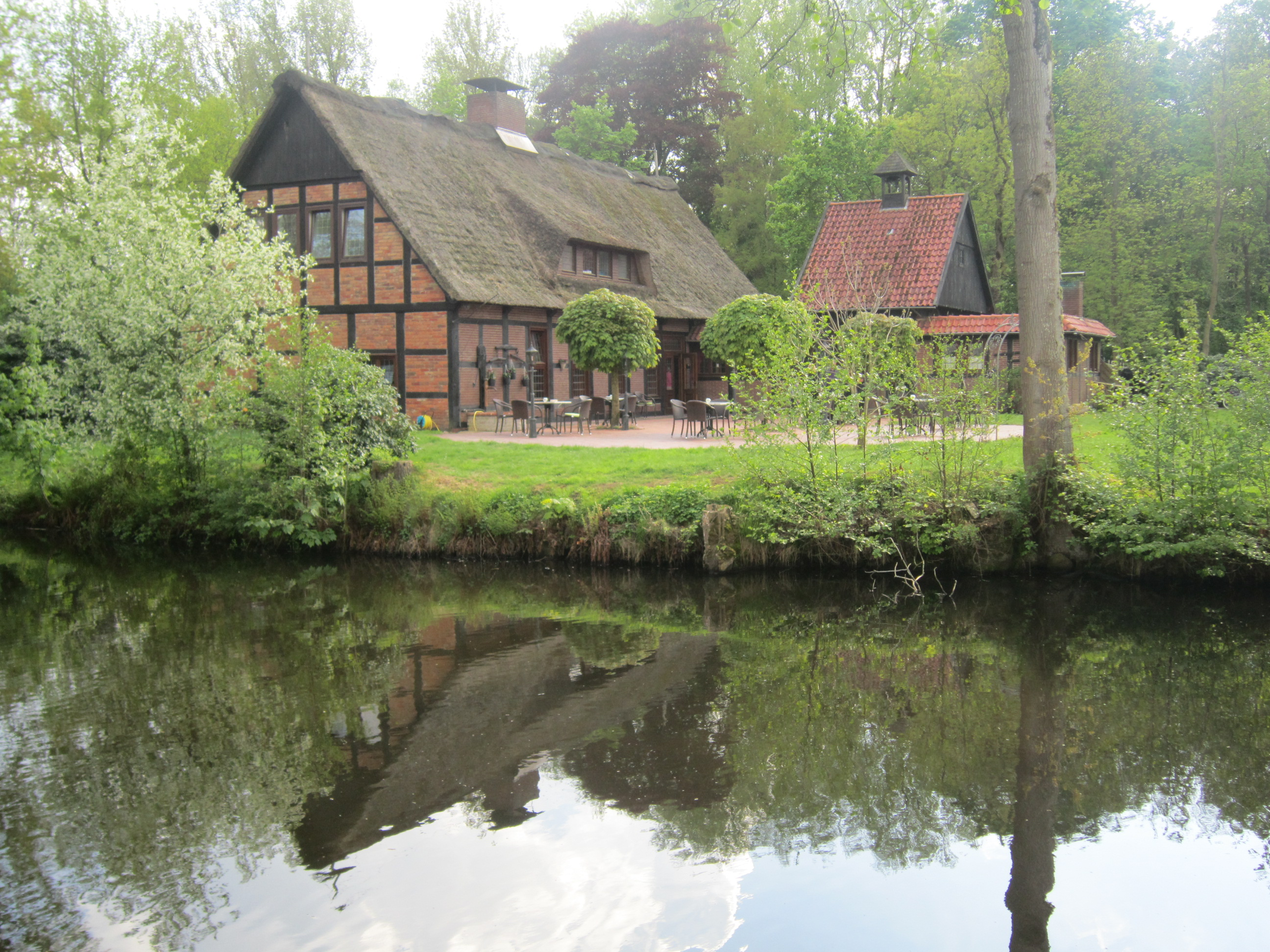
Gut Stedingsmühlen

### Bauwerke
- Teufelssteine Bischofsbrück
- Gut Stedingsmühlen, erbaut 1548 von Wilke Steding, Drost von Cloppenburg im Niederstift Münster[17]
- Katholische Kirche St. Johannes Baptist im neugotischen Stil, erbaut 1899–1904[18]
- Sender Peheim, Sendemast der Deutschen Telekom AG bei Peheim

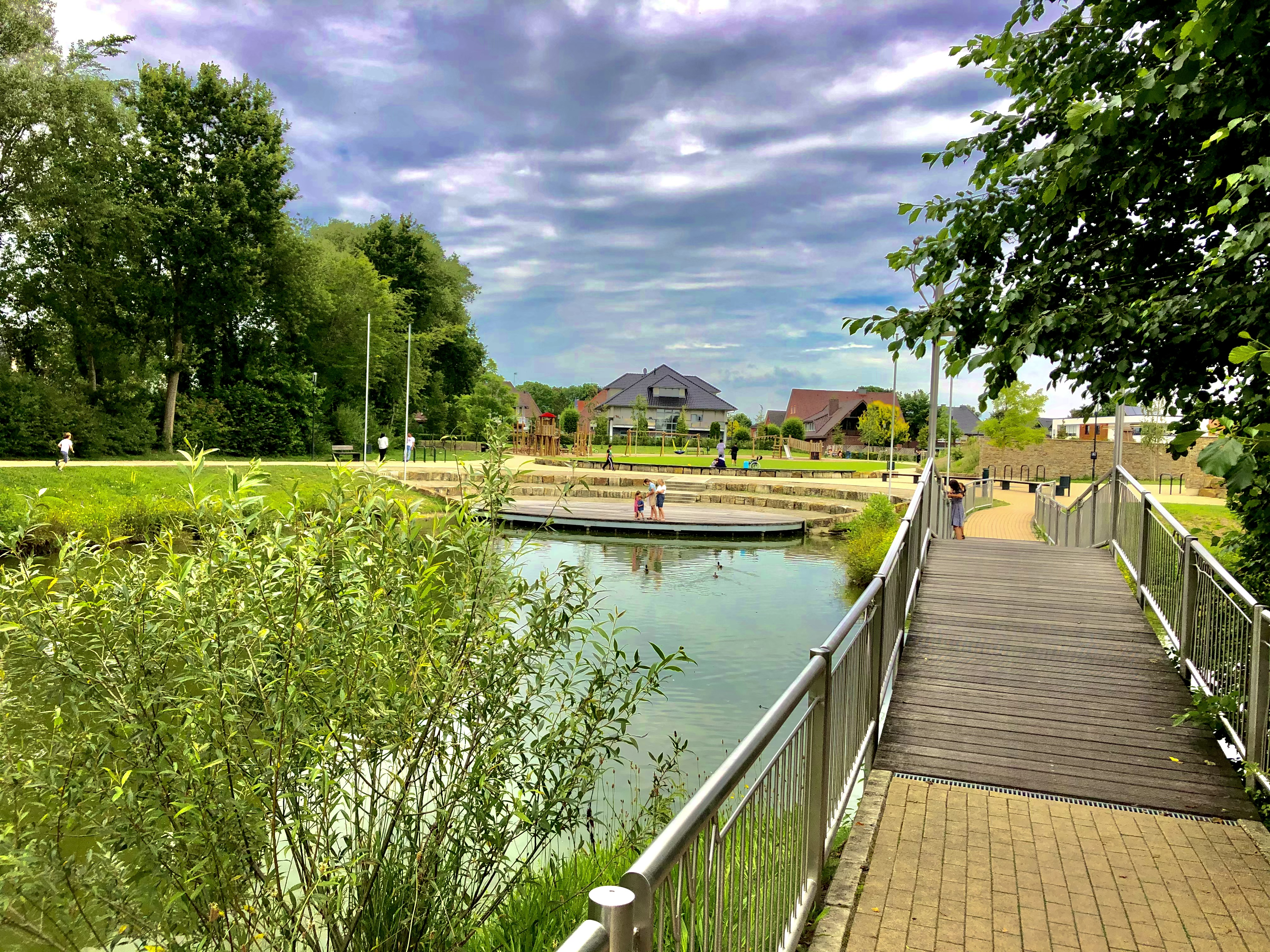
Mehrgenerationenpark

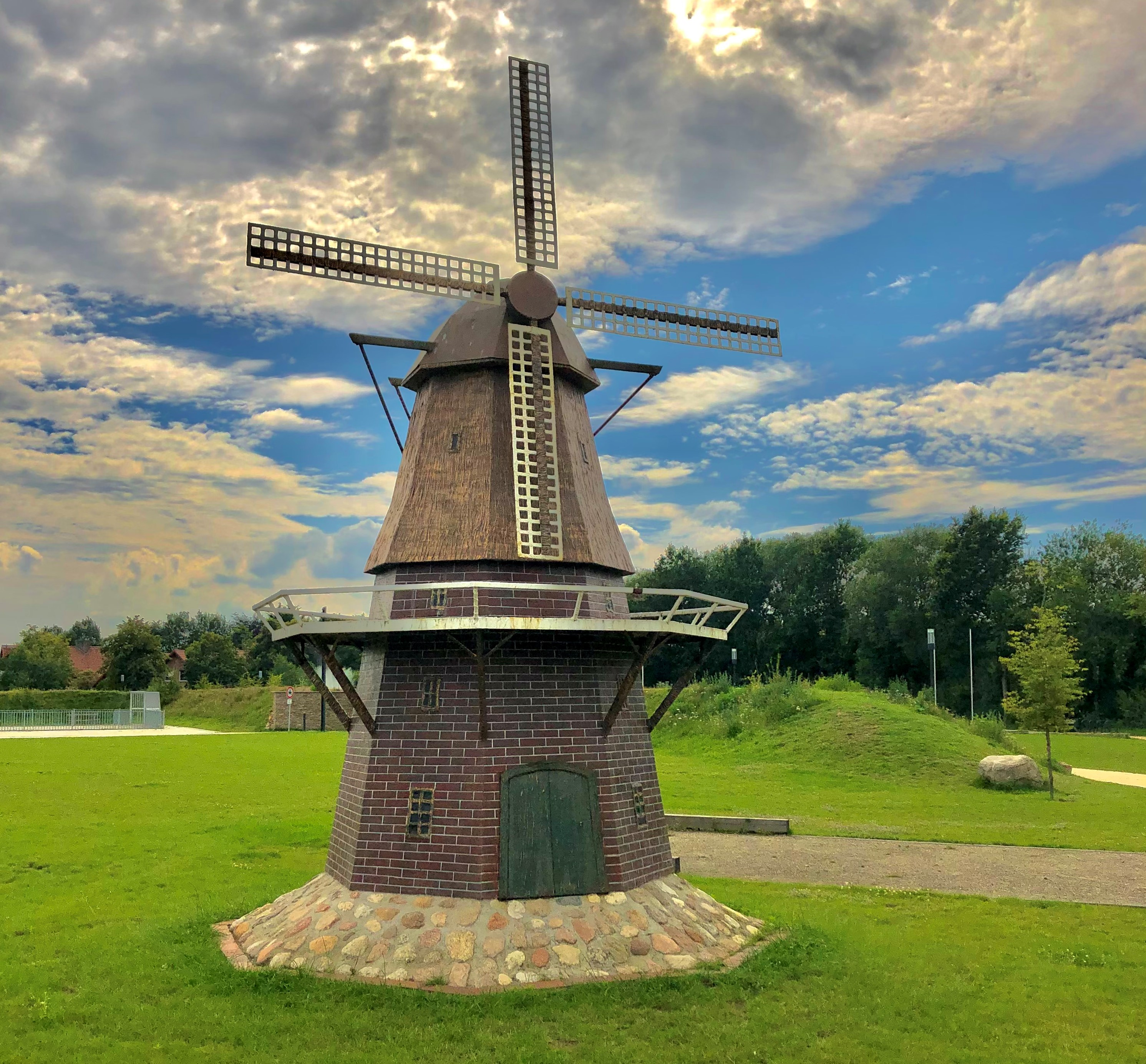
Maßstabsgetreue Bäker-Mühle im Mehrgenerationenpark, die an die 1870 erbaute Kappenwindmühle erinnert.

### Parks
Im Jahr 2018 wurde der Molberger Mehrgenerationenpark eingeweiht. Auf dem Gelände in der Ortsmitte entstand eine Parklandschaft mit einem großen Teich. Des Weiteren verfügt der Park über einen Festplatz, der für mehrere Veranstaltungen im Jahr genutzt wird. Die maßstabsgetreu aufgebaute Bäker-Mühle erinnert an die um 1870 erbaute originale Kappenwindmühle, die 1940 abgebrannt ist.

### Badeseen
Im Ortsteil Dwergte wurde im Jahr 2015 ein öffentlich zugänglicher Badesee errichtet. Das Wasser umfasst eine Gesamtfläche von ca. 6000 m² und bietet eine Maximaltiefe von 4,30 m. Umgeben wird der See von einer 4000 m² großen Strandlandschaft. Eine Besonderheit ist, dass der See durchgehend gefiltert wird.

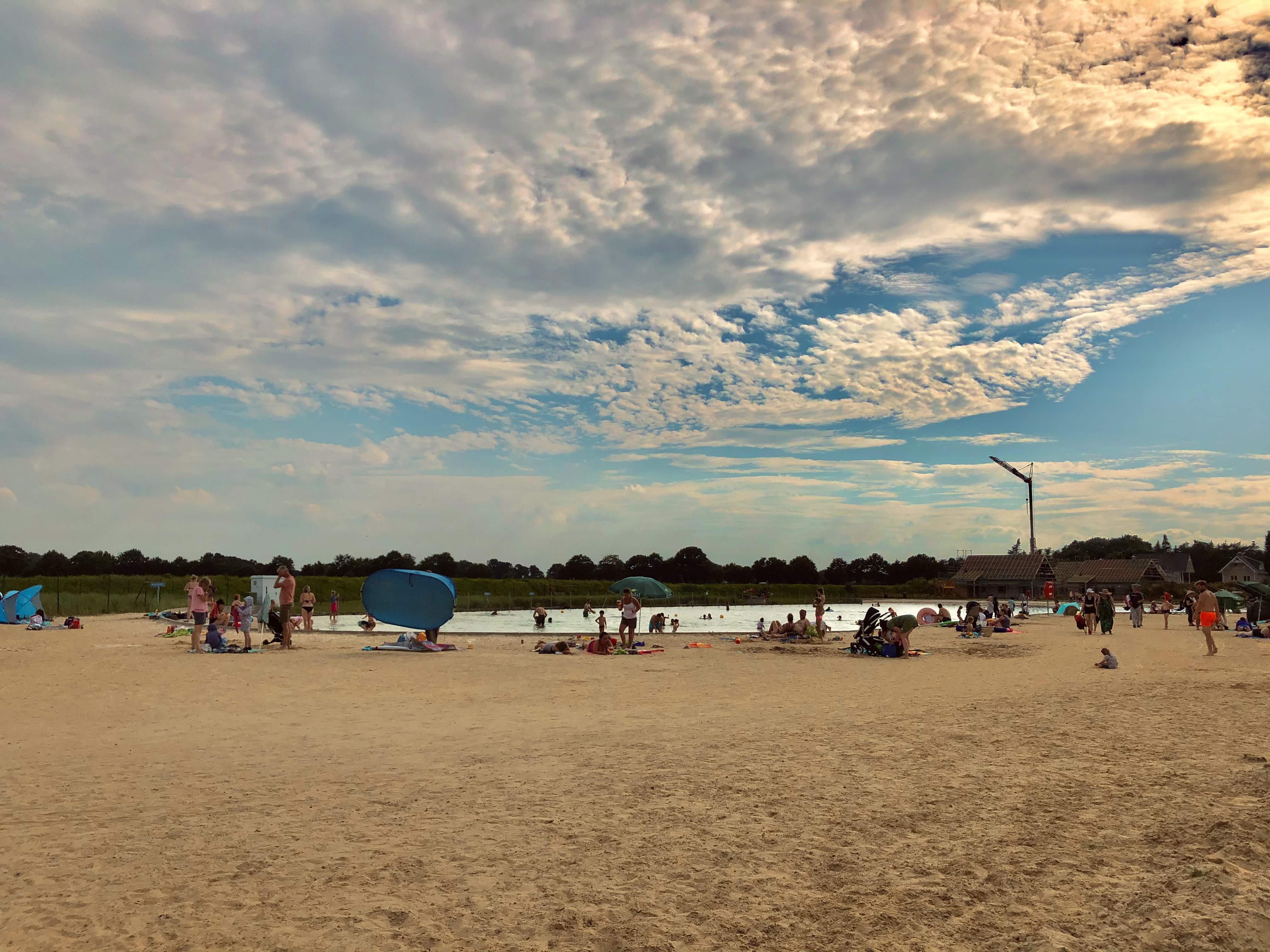
Dwergter Badesee

### Sport
Sport wird in der Gemeinde ebenfalls vielfältig betrieben.
- Angeln: Ein Fischereiverein in Dwergte
- Billard: In Molbergen findet jährlich eine Vereinsmeisterschaft statt.
- Fußball: Der große Breitensport wird beim SV Molbergen betrieben, aber auch in den kleineren Orten beim BC BW Ermke und dem SV Peheim-Grönheim.
- Golf: Eine Golfanlage der Thülsfelder Talsperre in Resthausen
- Leichtathletik: Eine überregionale bekannte und erfolgreiche Abteilung des SV Molbergens
- Pferdesport: Reitsport wird im Ortsteil Dwergte vom Reit- und Fahrverein Dwergte e. V. angeboten.
- Schießen: Molbergen, Peheim und Ermke haben einen Schützenverein.
- Tennis: In Ermke steht eine Anlage mit drei Sandplätzen (Schlackeplätze) zur Verfügung.
- Tischtennis: Mannschaften vom SV Molbergen und SV Peheim-Grönheim
- Darts: Der BC BW Ermke verfügt über eine Darts-Abteilung.
- Volleyball: Der BC BW Ermke hat seit 2023 eine Volleyball-Abteilung.[21]

### Regelmäßige Veranstaltungen
- Bürgerfest
- Schützenfest
- Weihnachtsmarkt

## Wirtschaft und Infrastruktur

### Wirtschaft

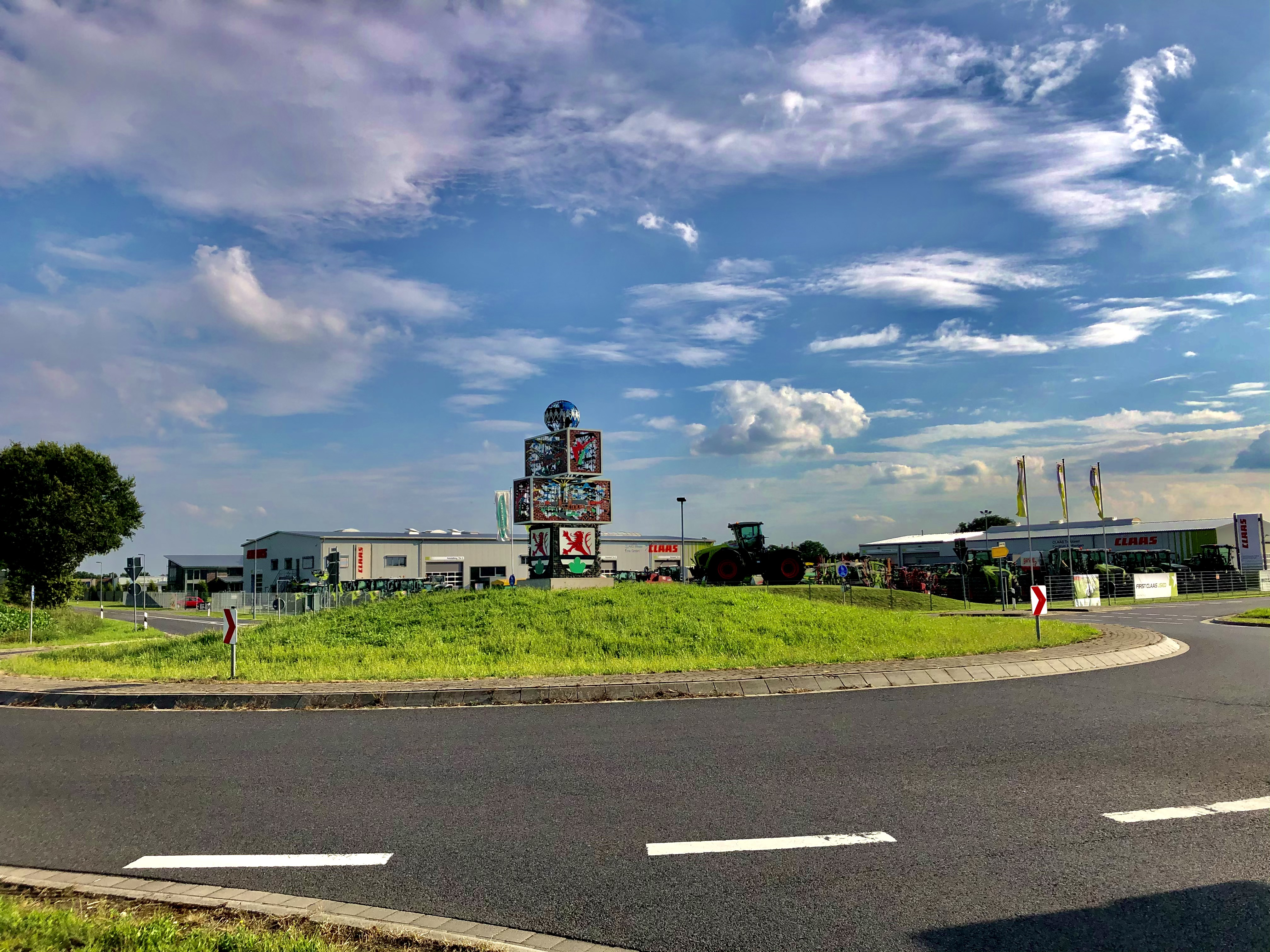
Hauptknotenpunkt des Gewerbegebiets Molbergen

In zentraler Verkehrslage Molbergens sind Flächen für Gewerbe, Handel und Dienstleistungen ausgewiesen und erschlossen. Sie stehen Betrieben aller Art – auch Industriebetrieben – zur Verfügung. Molbergen ist ein Standort vieler mittelständischer Betriebe. Schwerpunkte sind Bauwirtschaft, Kunststoffverarbeitung, Metallverarbeitung, Ernährungswirtschaft, Tourismus und Kultur. Durch Ansiedlungen von Unternehmen verzeichnet die Gemeinde einen Zuwachs an sozialversicherungspflichtigen Arbeitsplätzen und einen Anstieg der Gewerbesteuer.
Insgesamt drei Gewerbegebiete stehen in der Gemeinde zur Verfügung. Das Gewerbegebiet „Molberger Busch“ liegt am Südostrand des Ortes Molbergen. Es umfasst Flächen von insgesamt ca. 12 ha zwischen der Cloppenburger Straße – L 836 im Norden und der Straße „Zum Gewerbegebiet“ im Süden. Das Gewerbegebiet „K 157 – Kneheimer Weg“ liegt südlich des Ortes Molbergen, unmittelbar westlich des „Kneheimer Weges“ (ehemals K 157) und wird im Norden durch den „Ermker Weg“ begrenzt. Flächen von insgesamt ca. 16 ha stehen zur Verfügung. Südlich des Ortes Peheim liegt das Gewerbegebiet „Peheim – östlich Linderner Straße“, unmittelbar östlich der „Linderner Straße“ (L 831). Die Fläche umfasst insgesamt ca. 2,3 ha.

### Tourismus

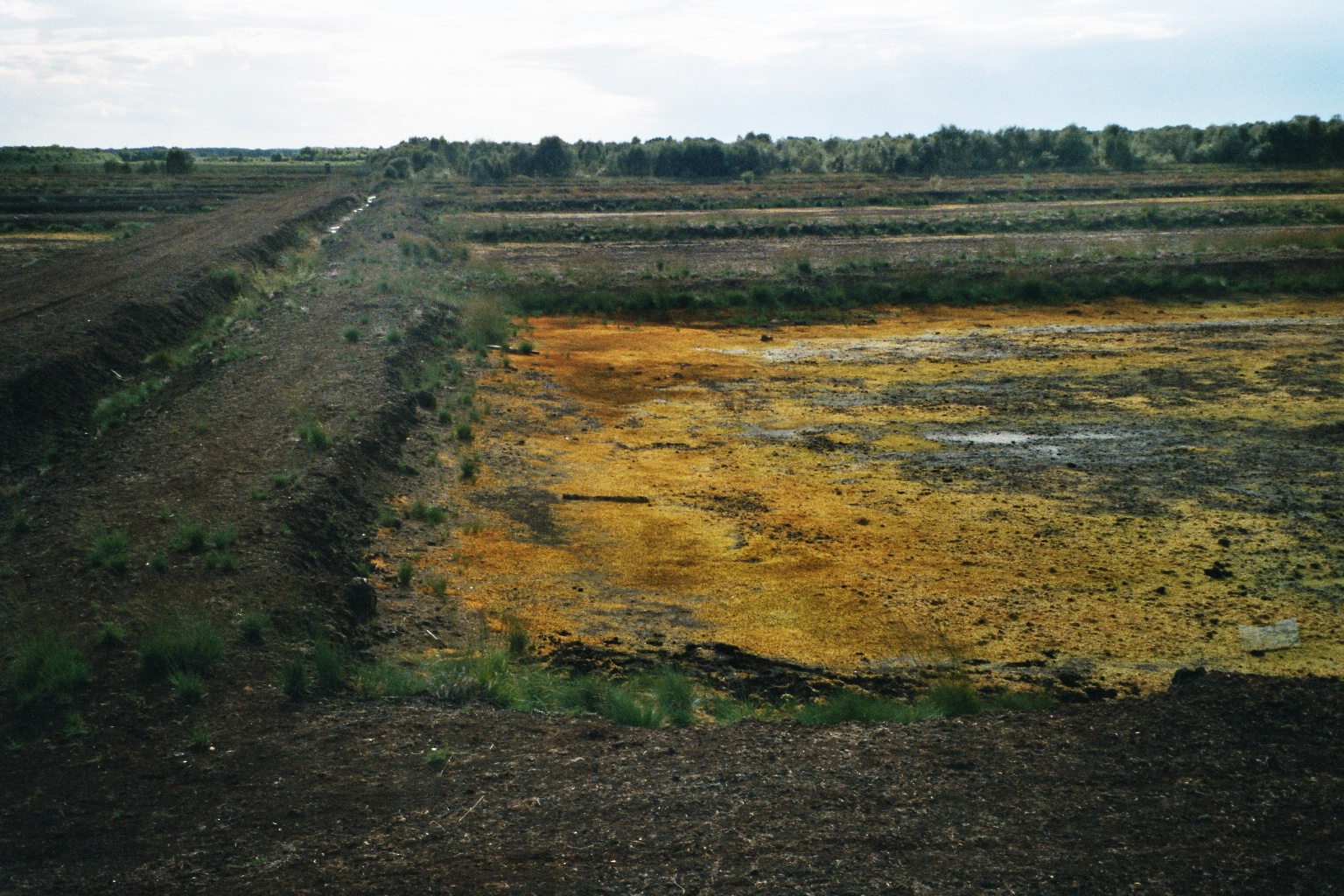
Blick auf die Molberger Dose vom Moorlehrpfad aus

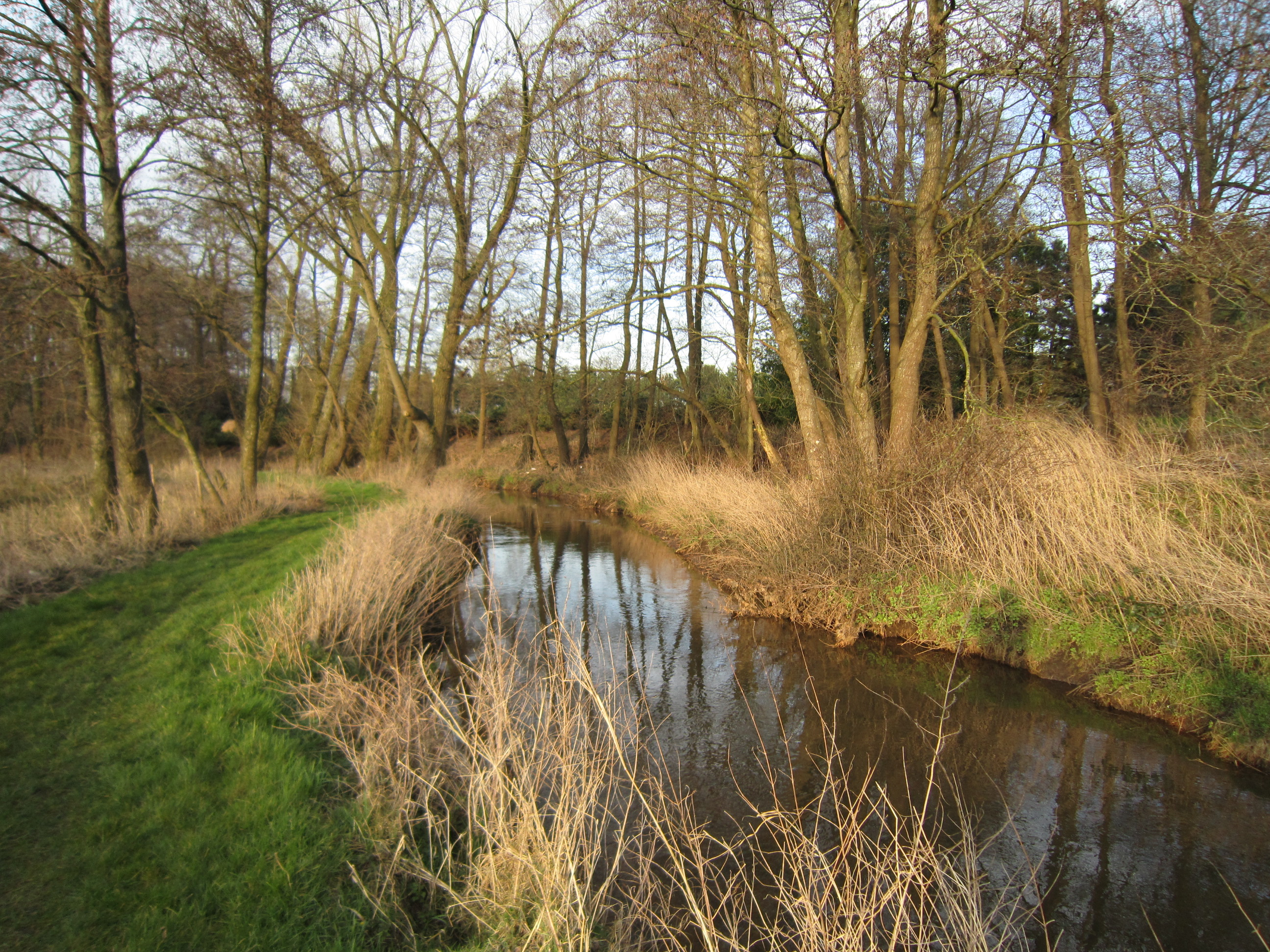
Der Fernwanderweg Geestweg verläuft nördlich von Gut Stedingsmühlen entlang der Soeste

Die Thülsfelder Talsperre grenzt an die Gemeinde Molbergen an. Durch die Talsperre fließt die Soeste, die streckenweise auf dem Gebiet der Gemeinde von dem Fernwanderweg Geestweg begleitet wird, welcher von Meppen nach Bremen führt. Im Ortsteil Dwergte werden im „Dwergter Sand“ diverse Ferienwohnungen zur Vermietung angeboten, welche vermehrt von niederländischen Touristen genutzt werden. Diverse Radwanderwege befinden sich auf dem Gemeindegebiet. In Resthausen steht geführten Jugendgruppen ein großer naturbelassener Zeltplatz zur Verfügung.
Im Naturschutzgebiet Molberger Dose zwischen Molbergen und Peheim ist ein 2,5 Kilometer langer Moorlehrpfad eingerichtet worden.
Der seit 2005 im Industriegebiet ansässige Molli Bär Spielpark mit über 4000 m² Hallen und Außenbereich sorgt bei Kindern für viel Spielspaß und ist überregional bekannt.

### Verkehr
Molbergen ist über die Landesstraßen L 834 und L 836 mit der Bundesstraße B 213 verbunden. Im Norden der Gemeinde befindet sich die Bundesstraße B 72, die zur Anschlussstelle Cloppenburg der Autobahn A 1 führt.

### Bildung
Die Gemeinde ist Träger zweier Grundschulen (Molbergen und Peheim) sowie einer Oberschule, der Anne-Frank-Schule. Die Anne-Frank-Schule unterhält seit 1996 ein Schüleraustauschprogramm mit der Christelijk Scholengemeenschap Vincent van Gogh-Schule in Assen, Niederlande.
In Molbergen gibt es vier Kindergärten, einen in davon Peheim, sowie eine Kinderkrippe.
Öffentliche Büchereien bestehen in Molbergen und in Peheim.

### Medien
- Münsterländische Tageszeitung
- Nordwest-Zeitung
- Oldenburgische Volkszeitung
- OM-Wochenblatt
- CLPon News

## Persönlichkeiten
Söhne und Töchter der Gemeinde
- Wilke Steding (um 1500, 1577), geboren auf Gut Stedingsmühlen, Söldner in Diensten des Bistums Münster sowie Drost des Bistums in Cloppenburg und Vechta
- Johann Theodor Peek (* 2. Mai 1845 in Grönheim; † 1907) begründete 1869 zusammen mit Heinrich Cloppenburg in Rotterdam das Bekleidungshaus Peek & Cloppenburg
- Heinrich Wienken (* 14. Februar 1883 in Stalförden; † 21. Januar 1961 in Berlin) war von 1951 bis 1957 Bischof von Meißen
- Bonaventura Kloppenburg (* 2. November 1919 in Molbergen; † 8. Mai 2009 in Vale do Sinos, Brasilien) war von 1986 bis 1995 Bischof von Novo Hamburgo
- Manfred Carstens (* 23. Februar 1943 in Molbergen), Politiker (CDU)
- Franz Hartmann (* 28. April 1946 in Molbergen; † 7. April 2010 in Bremen), Pädagoge und Gewerkschafter
- Anne Ratte-Polle (* 1974 in Peheim), Schauspielerin
- Mario Stevens (* 2. Juli 1982), Springreiter